# Żary
Żary [ˈʒarɨ] (deutsch: Sorau, niedersorbisch Žarow) ist eine Stadt im Powiat Żarski der Woiwodschaft Lebus in Polen. Sie ist zugleich Sitz der sie umgebenden Landgemeinde Żary.
Mit knapp 40.000 Einwohnern ist Żary nach Cottbus die zweitgrößte Stadt in der Niederlausitz und gilt gemeinhin als Zentrum ihres polnischen Teils.

## Geographie
Żary liegt in der Niederlausitz im Westen Polens. Die nächstgelegenen größeren Städte sind Zielona Góra (Grünberg) (42 Kilometer nordöstlich), Legnica (Liegnitz) (85 Kilometer südöstlich) sowie die deutschen Städte Görlitz (55 Kilometer südlich) und Cottbus (57 Kilometer nordwestlich).
Die Grenze zu Deutschland ist rund 25 Kilometer entfernt, der nächstgelegene Grenzübergang nach Sachsen befindet sich in Przewóz, der nach Brandenburg in Olszyna. Knapp 70 Kilometer südlich der Stadt verläuft die Grenze zu Tschechien.
Mit dem 227 Meter hohen Berg Góra Żarska (Rückenberg)  befindet sich in unmittelbarer Nähe der südlichen Stadtgrenze die höchste Erhebung des Lebuser Landes. Der Gipfel ist Teil des Sorauer Hügellandes (polnisch Wzniesienia Żarskie), welches wiederum einen Ausläufer des Lausitzer Grenzwalls und zugleich des sich anschließenden Trebnitzer Walls (Wał Trzebnicki) darstellt. Südlich der Stadt beginnt das große Waldgebiet Niederschlesische Heide.

### Stadtgliederung
Es besteht keine offizielle Gliederung des Stadtgebietes in Stadtteile. Die nachfolgenden Bezeichnungen sind am geläufigsten bei den heutigen Bewohnern:
- Śródmieście (Innenstadt), mit der Wohnsiedlung Osiedle Moniuszki
- Zatorze (Seifersdorf bzw. wörtlich: Hinter den Gleisen), mit der Wohnsiedlung Osiedle Na Zatorzu
- Kunice (Kunzendorf)
- Lotnisko (Flugplatz)
- Koszary (Kaserne), mit der Wohnsiedlung Osiedle Zawiszy Czarnego

Der südöstlich der Stadt gelegene, ursprünglich eigenständige Ort Kunice (Kunzendorf) wurde 1973 eingemeindet. Gleichzeitig wurde die umliegende Landgemeinde Żary aus verschiedenen Gromadas gebildet.

## Geschichte

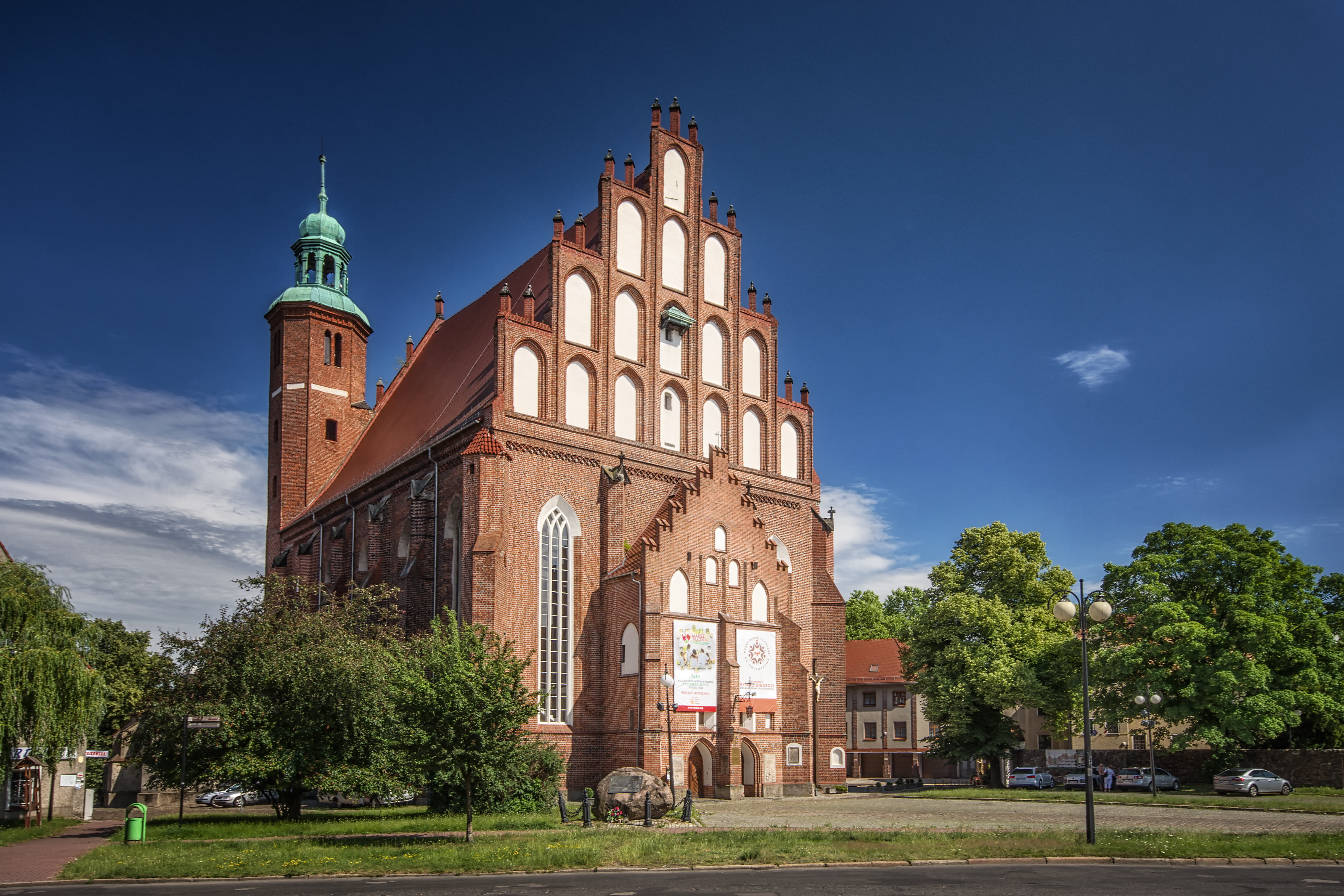
Herz-Jesu-Kirche (Stadtpfarrkirche)

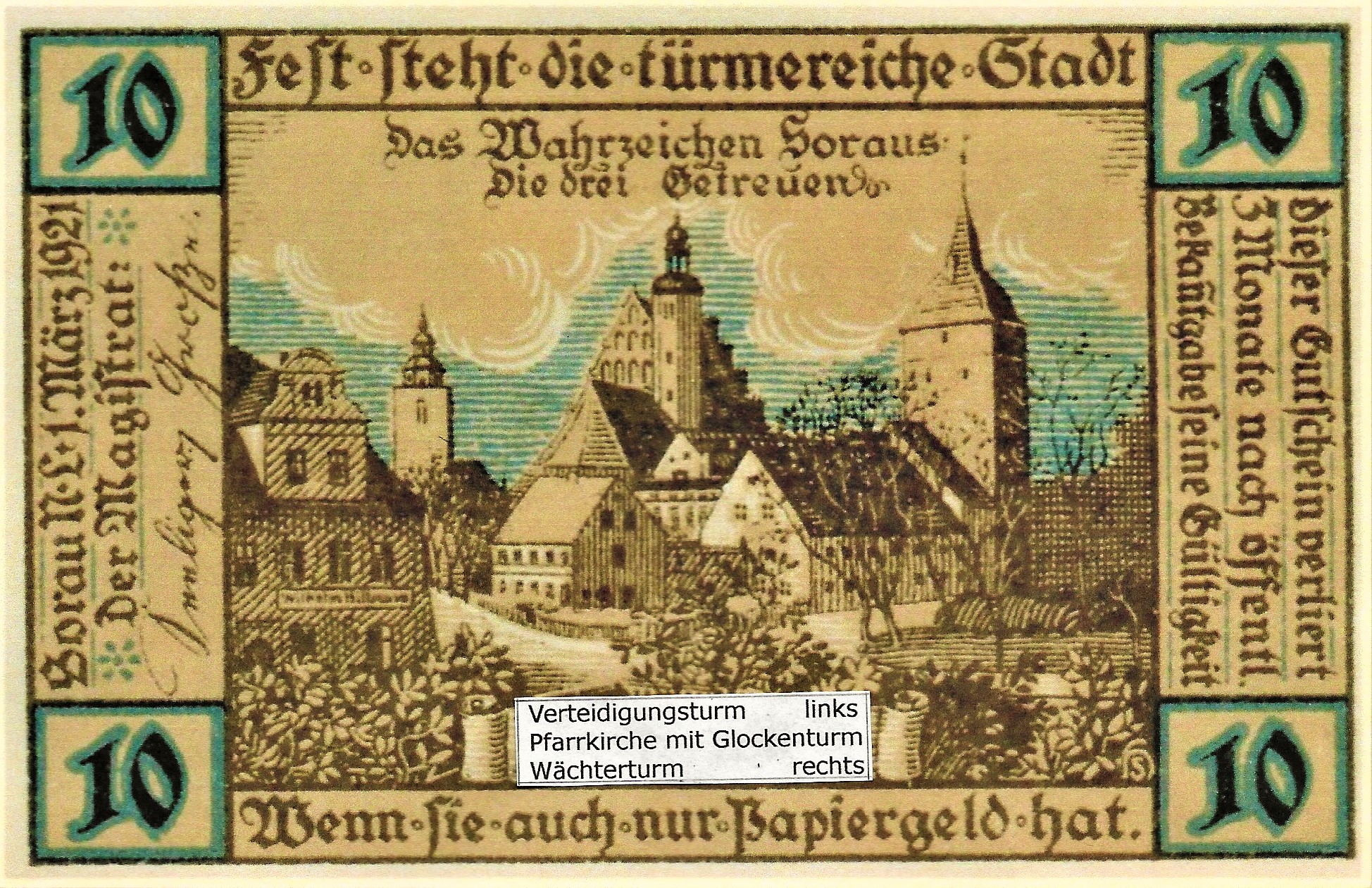
Notgeld von 1921, Drei Getreuen

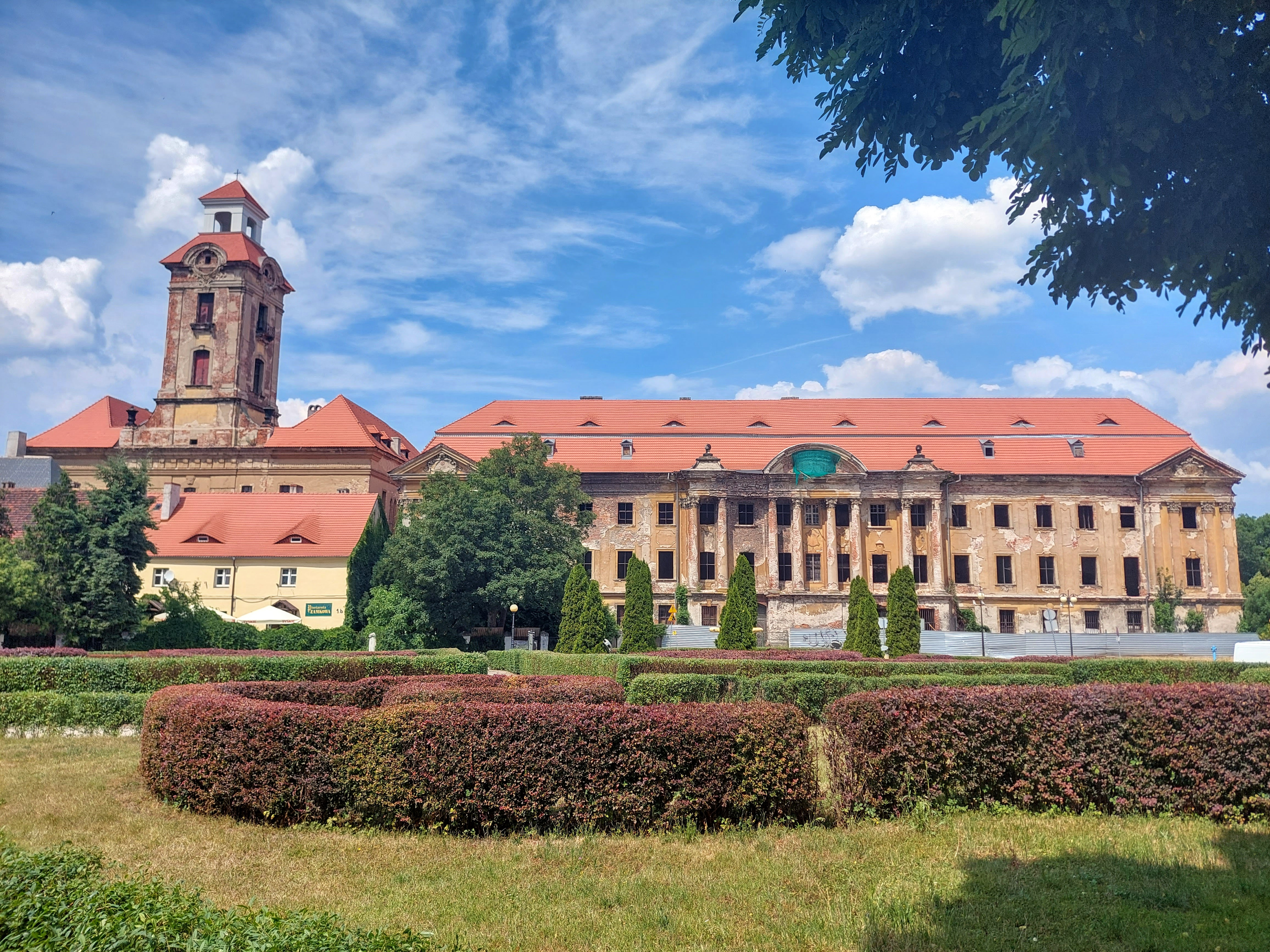
Schloss der Herren von Bieberstein (links) und das Palais der Grafen von Promnitz (rechts)

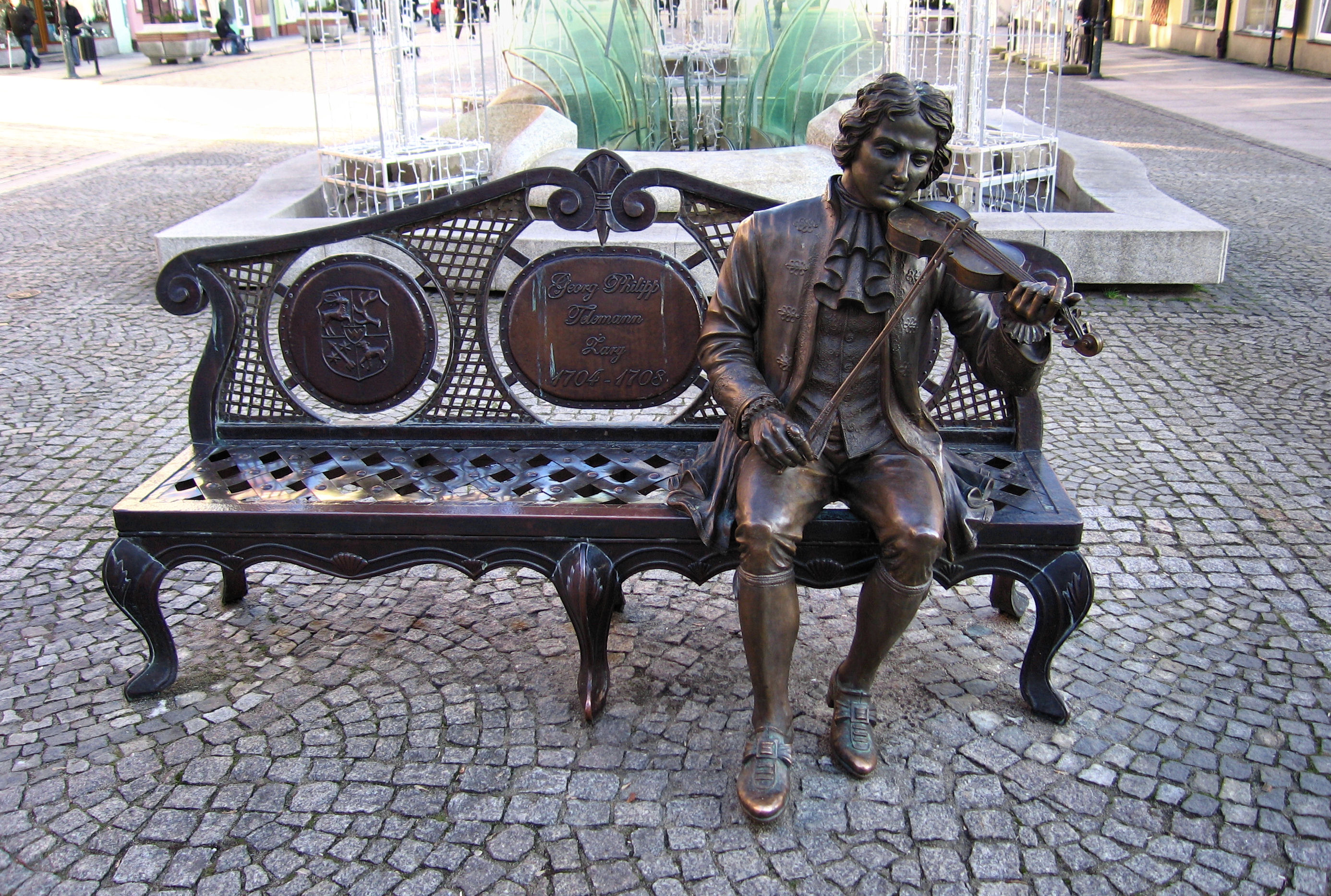
Georg-Philipp-Telemann-Denkmal

Für das Jahr 1007 wurde erstmals ein „Gau Zara“ in der Chronik von Thietmar von Merseburg erwähnt, der unter der Herrschaft des Herzogs Bolesław Chrobry stand. 1260 erhielt Sorau Stadtrecht nach Magdeburger Recht unter den Wettinern. Albrecht von Dewin war Herr von Sorau. 1274 gründete er wahrscheinlich das Franziskanerkloster Sorau. 1280 übernahm der Adlige Ulrich von Pack die Regentschaft in der Stadt und in der Herrschaft Sorau. In den folgenden Jahren wurde die Burg erweitert, eine Stadtmauer errichtet, die Kirche ausgebaut und ein Heilig-Geist-Hospital gebaut. Ein Pfennig mit einem Hirschkopf als Wappen zeugt von einem eigenen Münzrecht in dieser Zeit. 1355 ging die Herrschaft Sorau an die Herren von Bieberstein über. Seit 1364 gehörte das Gebiet zum Königreich Böhmen. 1424 zerstörte ein Stadtbrand Teile der Stadt.
Zwischen 1525 und 1540 wurde in Sorau schrittweise die Reformation eingeführt. Seitdem wurden in der St.-Anna-Kapelle Gottesdienste in niedersorbischer Sprache abgehalten, das Franziskanerkloster wurde aufgelöst. 1549 brannten die Klostergebäude ab. 1558 erwarben die Grafen von Promnitz Stadt und Herrschaft Sorau. Ende des 16. Jahrhunderts wurde ein eigenes evangelisches Konsistorium geschaffen. 1619 wütete ein weiterer Stadtbrand.
Im Dreißigjährigen Krieg hatte Sorau unter den Durchzügen der Kaiserlichen und der Schweden zu leiden. Mit der Niederlausitz gelangte Sorau 1635 an das Kurfürstentum Sachsen. In den Jahren von 1705 bis 1708 war Georg Philipp Telemann Kapellmeister am Hof des Grafen Erdmann II. von Promnitz. 1755 wurden Stadt und Herrschaft Sorau an die Könige von Sachsen verkauft und dem Gubenschen Kreis eingegliedert.
1815 kam Sorau mit der Niederlausitz an Preußen, 1816 wurde es Sitz des Landkreises Sorau der Provinz Brandenburg. Ab 1849 war das königliche Kreisgericht Sorau das zuständige Gericht. Von 1879 bis 1852 diente das Amtsgericht Sorau als Eingangsgericht.
Im 19. Jahrhundert wurde die Stadt ein bedeutender Standort der Textilindustrie. Fast 50 % aller Industriearbeiter waren in diesem Gewerbe tätig. Aufgrund des Leinenanbaus in der nahen Lausitzer und schlesischen Region wurde 1886 eine Textilfachschule gegründet, in der die Beschäftigung mit der Bastfaser im Zentrum stand.
1846 erhielt die Stadt erstmals eine Anbindung an das Schienennetz. Ab 1858 sorgte das Gaswerk für Beleuchtung und Energie. Um 1870 wurde die erste Hochdrucktrinkwasserleitung verlegt. 1896 wurde die Eisenbahnstrecke Sorau–Christianstadt–Grünberg in Betrieb genommen.

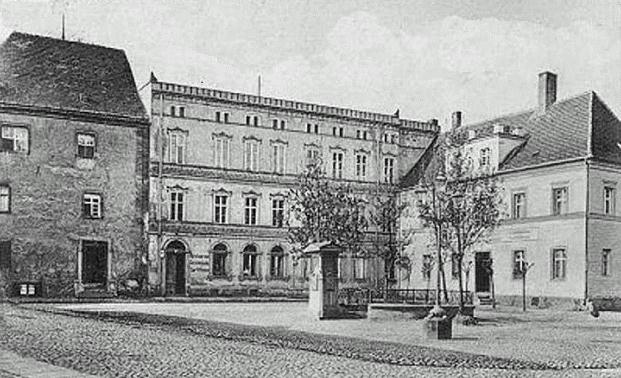
Schlossplatz um 1900

Am 15. September 1923 wurden zwölf Bürger während einer „Teuerungsunruhe“ von der preußischen Schutzpolizei erschossen.
1938 wurde das Kaiser-Wilhelm-Institut für Bastfaserforschung angesiedelt, was im Zusammenhang mit den Autarkiebestrebungen des Dritten Reichs zu sehen ist. Dieses Institut wurde später nach Mährisch-Schönberg im Sudetenland verlagert.
1939 wurde die südwestlich an Sorau grenzende Gemeinde Seifersdorf eingemeindet. Laut letzter deutscher Volkszählung im Jahr 1939 lebten in Sorau 19.226 Einwohner. Während des Zweiten Weltkriegs wurden Teile der Flugzeugwerke Focke-Wulf nach Sorau ausgelagert.
Am 11. April 1944, dem „Schwarzen Dienstag“, bombardierte um 11.30 Uhr die 303rd Bombardment Group (Heavy) der US-amerikanischen 8th Air Force mit 33 Bombern B17 die Stadt. Dem Bombenangriff, der der Jagdflugzeugfabrik Focke-Wulf in Sorau gelten sollte, fiel ein großer Teil der Stadt zum Opfer. An Bomben wurden 239 Stück 500 Pfund M17-Streumunition zu je 38 Brandbomben 2Kg sowie 478 Stück 100 Pfund M30-Sprengbomben abgeworfen. Insgesamt flog die 8. US-Luftflotte an diesem Tag mit 880 Bombern zahlreiche Angriffe gegen Junkers- und Focke-Wulf-Flugzeugfabriken in Sorau, Cottbus, Stettin, Arnimswalde, Oschersleben, Bernberg, Politz und Rostock.
Am 13. Februar 1945 drang die Rote Armee in die Stadt ein. Einer kurz zuvor begonnenen ungeordneten Flucht hatten sich nicht alle Einwohner angeschlossen. Eine große Zahl der Zurückgebliebenen kam nach dem 30. März 1945 in Güterwagen auf dem wochenlangen Transport in das sibirische Arbeitslager Kopeisk ums Leben. Im März/April 1945 unterstellte die Rote Armee die östliche Niederlausitz und damit auch Sorau der Verwaltung der Volksrepublik Polen. Sie benannte es in Żarów und im Mai 1946 in Żary um. Am 20. Juli 1945 erfassten die „wilden Vertreibungen“ durch die Polnische Volksarmee Żary. Die Bewohner, deren Zahl auf über 20.000 angewachsen war, mussten ohne Vorwarnung mit nur wenig Gepäck einen Fußmarsch in die Sowjetische Besatzungszone antreten. Während die gewünschte Neuansiedlung von Armeeangehörigen weitgehend scheiterte, kehrten viele der Ausgetriebenen wieder zurück. Das systematische Ersetzen der Einwohner durch Polen endete 1946.
Ab 1950 gehörte Żary zur neugegründeten Woiwodschaft Zielona Góra, die mit Änderungen bis Ende 1998 bestand. Seit dem 1. Januar 1999 ist Żary Sitz des Powiat Żarski in der Woiwodschaft Lebus.

### Schützengilde in Sorau
Von altersher gab es eine piviligierte Schützengilde der Bürger mit einem Schützenhaus. 1402 beteiligten sich diese Schützen unter Johann von Biberstein an einem Überfall auf Beeskow. 1415 gab es das erste Privilegium, 1478 ein zweites. Seit 1797 teilten sich zwei Kompanien („Jäger“) ab, deren Uniform war grün. Sogar der preußische König Friedrich Wilhelm der IV. nahm 1844 die Gilde mit ihren altertümlichen Armbrüsten mit Stahlbogen und Bolzen in Augenschein. Schließlich schossen die Bolzen auf ein ca. 29 m hohes Ziel, einem Holzadler an einer Stange. Das Schießen wird im Volksmund Vogelschießen genannt. Die nach 1945 in der Bundesrepublik Deutschland lebenden Schützen gründete 1959 die Armbrustschützengilde neu. Der Sorauer Förster Hermann Gerner, ihr Ehrenpräsident, wirkte als Bundeskampfrichter.

### Sorauer Mundart Gedicht
Sag‘ an, mein Kind, so rau der Wind, Berlin, Stettin, wieviel Städte sind?
So fragte man den Sorauer und Saganer Nachwuchs, um dessen Geographie-Kenntnisse zu testen. Die richtige Antwort lautete: Vier, denn Sagan und Sorau sind Städte in der Niederlausitz.

### Jüdisches Leben
Erste Juden sind in Sorau im 14. Jahrhundert nachgewiesen. Zeitweise Vertreibungen gab es danach. Ab 1820 war die Jüdische Gemeinde der Kultusgemeinde Guben angeschlossen. 1880 hatte die Stadt Sorau 150 Angehörige in einer eigenen jüdischen Gemeinde. Eine Synagoge, die im Dritten Reich nicht gebrandschatzt wurde, ist neben einem Begräbnisgelände errichtet worden. Heute gehört das Gebäude in der ehemaligen Wilhelmstraße einer polnisch-christlichen Freikirche. 1930 gab es in Sorau noch 30 Juden, sie blieben bis 1939. Das Schicksal ihres Lebens danach ist schlecht erforscht. 3500 Juden kamen 1945 aus der Sowjetunion, viele emigrierten dann aus Polen nach Palästina/Israel. Der Friedhof wurde in den 1970er Jahren völlig dem Erdboden gleichgemacht, einzig das Eingangstor ist noch erhalten. Heute bilden ehemalige russische Juden eine kleine Gemeinde.

## Sehenswürdigkeiten

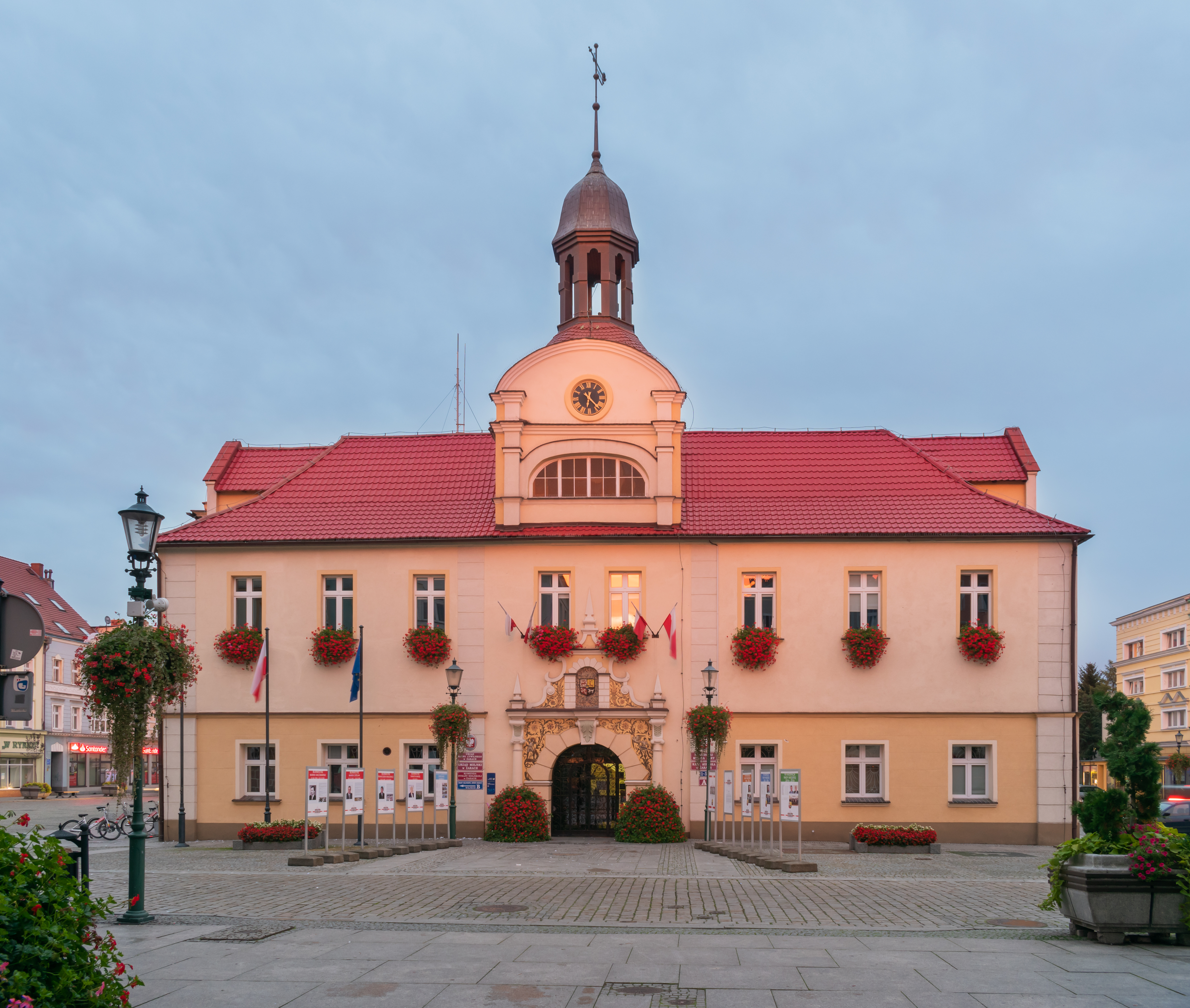
Rathaus am Ring

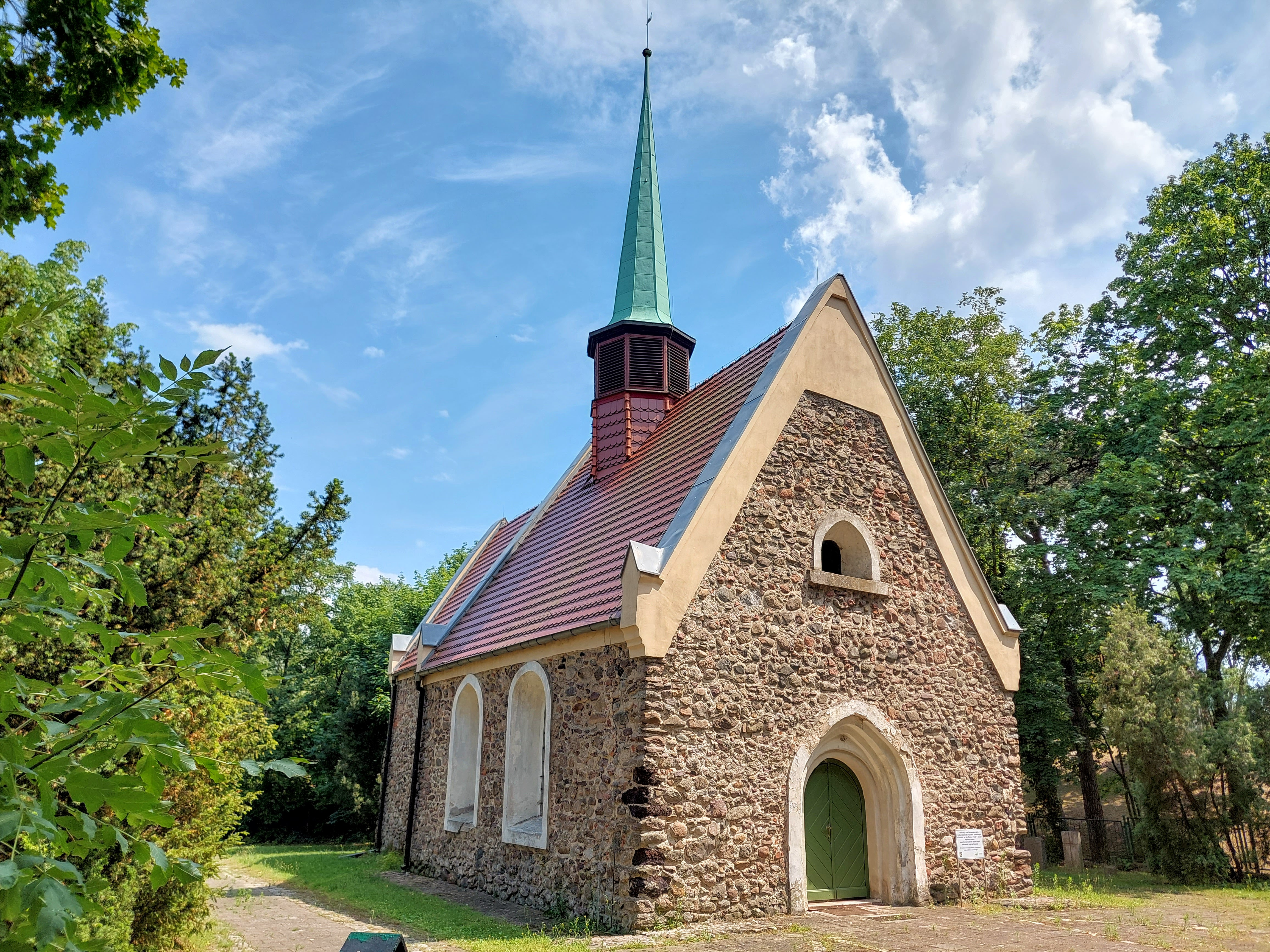
Kirche St. Peter und Paul

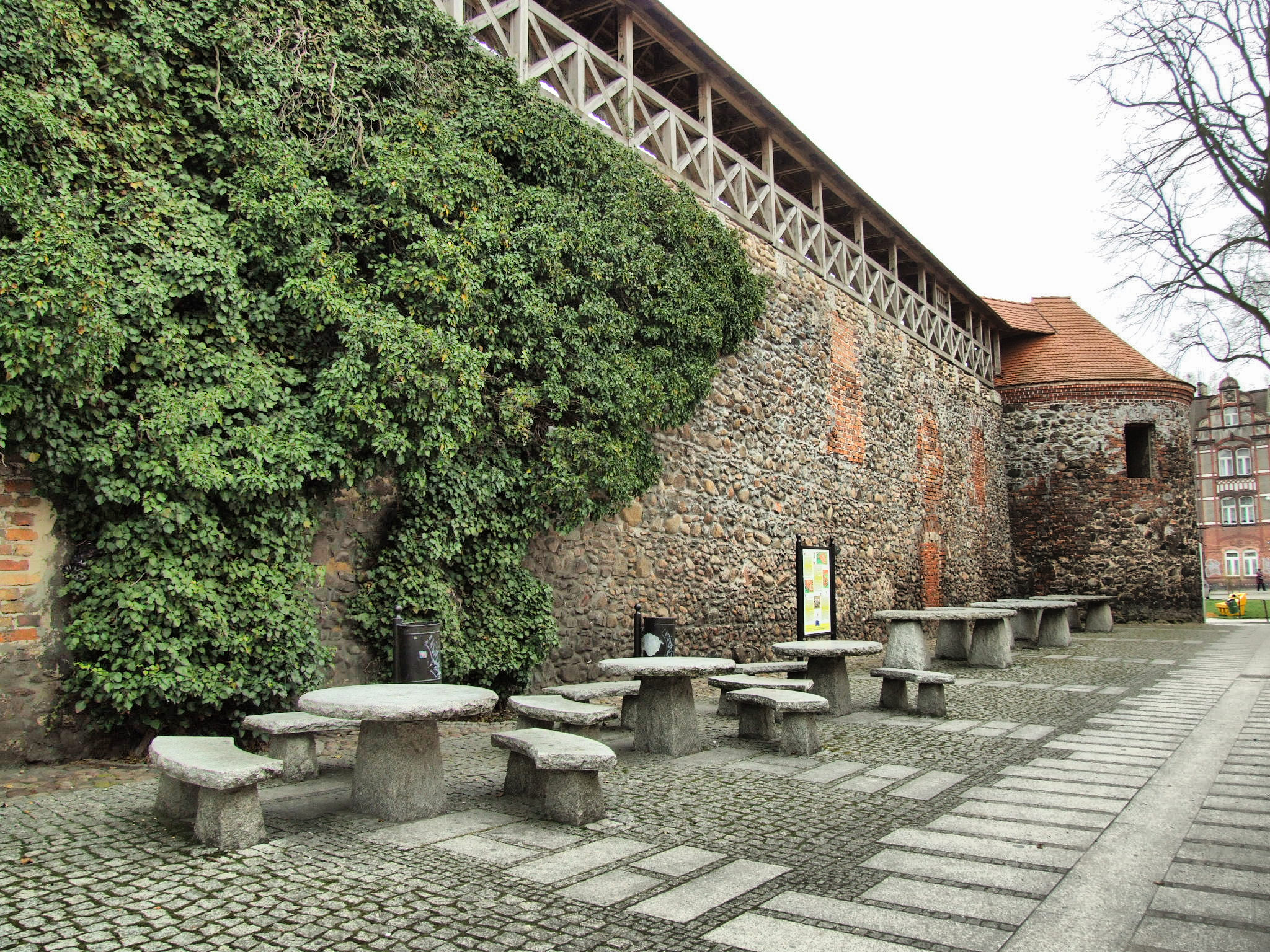
Reste der mittelalterlichen Stadtbefestigung

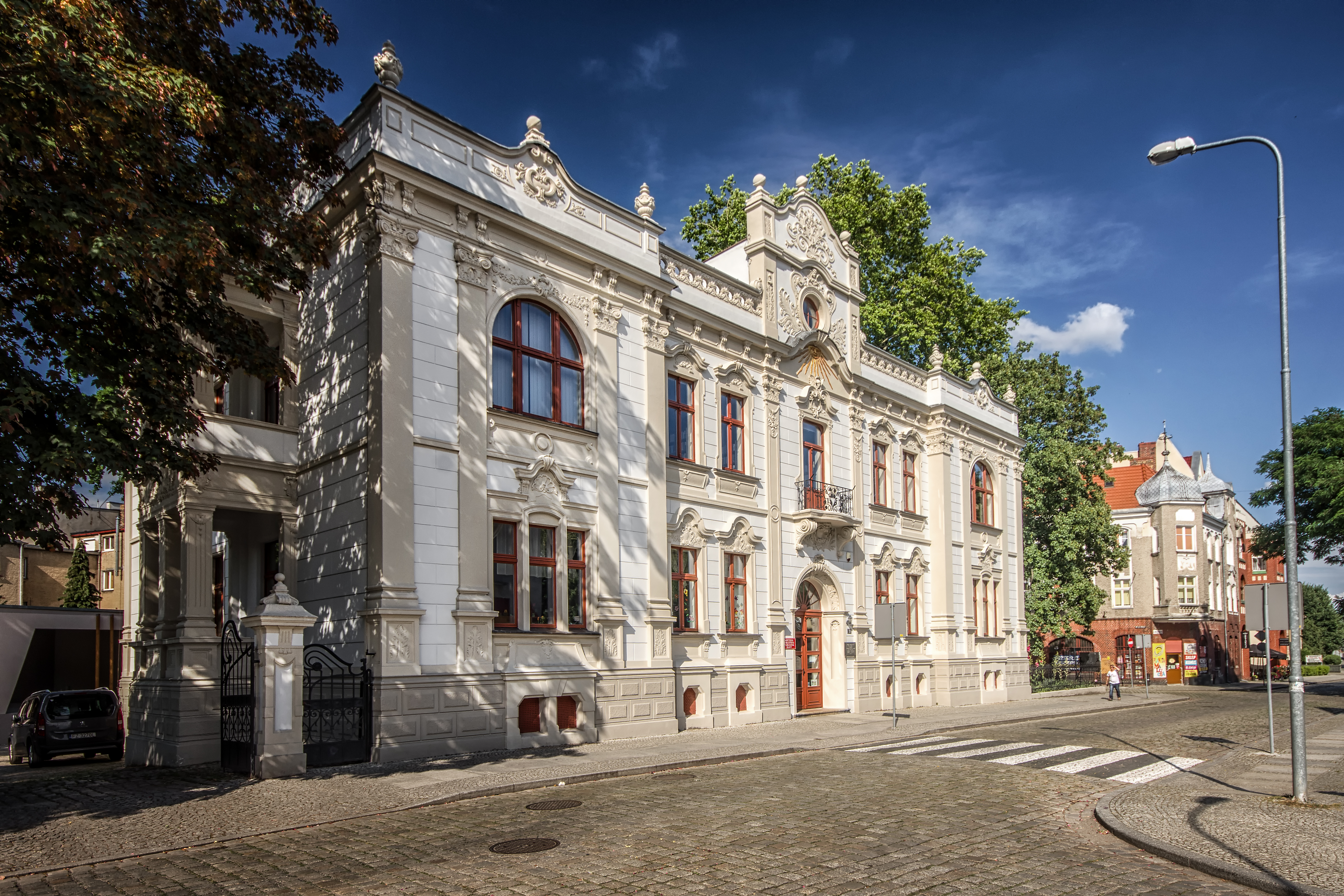
Städtische Bibliothek

Trotz der massiven Zerstörungen des Zweiten Weltkrieges sind in Żary viele historische Bauten und die mittelalterliche Stadtanlage erhalten geblieben:
- Schloss Sorau, ursprünglich gotische Burg, umgebaut von 1540 bis 1549 im Stil der Renaissance[13]
- Palais der Grafen von Promnitz, Barockbau des schweizerischen Architekten Giovanni Simonetti, von 1710 bis 1728 als monumentale Vierflügel-Anlage errichtet, 1945 zerstört, seitdem gesicherte Ruine.
- Park mit dem Blauen Tor am Promnitz-Palais (Barockgarten von 1708)
- Glockenturm (14. Jahrhundert, ursprünglich als Verteidigungsanlage in der Stadtmauer)
- Rathaus (15. Jahrhundert) mit Renaissance-Portal
- Bürgerhäuser am Ring aus dem 17. Jahrhundert
- Reste der mittelalterlichen Stadtmauer (mit zwei Türmen aus dem 15. Jahrhundert)
- Herz-Jesu-Kirche, Stadtpfarrkirche, gotischer Bau aus dem 15. Jahrhundert mit Resten der alten romanischen Kirche aus dem 12. Jahrhundert, von 1524 bis 1945 evangelische Marienkirche, jetzt römisch-katholisch[14]
  - mit Promnitz-Kapelle (Barockkapelle mit Gruft, von 1670 bis 1672 an der nordöstlichen Wand der Kirche errichtet)
  - und altem Pfarrhaus (jetzt Stadtarchiv)
- Kirche St. Peter und Paul, gotischer Bau des 13. Jahrhunderts mit schmalem und niedrigem Chorraum[14]
- Kirche der Erhebung des hl. Kreuzes (Garnisonkirche), 1728 neu errichtet.
- Kirche der Engel Gottes, Evangelisch-augsburgisch
- Ehemals Synagoge, jetzt Kirche der Pfingstgemeinde in Sorau
- Gebäude der städtischen Bibliothek
- Südlich der Stadt gelegenes großes Waldgebiet (polnisch Zielony Las ‚Sorauer Wald‘), mit Feuerwach- und Aussichtstürmen auf dem Rückenberg (Góra Żarska) (227 m)
- Hermann-Löns-Gedenkstein, Zwischen Sorau und Marsdorf südlich der Fischteiche steht der Gedenkstein für den deutschen Heidedichter, Schriftsteller, Zeichner und Maler.[15]

## Demographie
| Jahr | Einwohner | Anmerkungen |
| ---- | --------- | --- |
| 1816 | 4397      | [ 16 ] |
| 1840 | 6215      | [ 17 ] |
| 1864 | 9697      | [ 18 ] |
| 1867 | 11.264    | am 3. Dezember |
| 1871 | 12.349    | mit der Garnison (ein Bataillon Nr. 12, ein Bataillon Landwehr Nr. 12), darunter 800 Katholiken und 120 Juden; nach anderen Angaben 12.349 Einwohner (am 1. Dezember), davon 11.189 Evangelische, 1.015 Katholiken, sieben sonstige Christen, 138 Juden |
| 1875 | 13.183    | [ 21 ] |
| 1880 | 13.918    | [ 21 ] |
| 1890 | 14.456    | [ 21 ] |
| 1905 | 16.410    | davon 1412 Katholiken und 90 Juden |
| 1925 | 18.328    | davon 16.076 Evangelische, 1487 Katholiken, 18 sonstige Christen, 104 Juden |
| 1933 | 19.285    | davon 16.732 Evangelische, 1646 Katholiken, zwölf sonstige Christen, 100 Juden |
| 1939 | 23.945    | davon 20.689 Evangelische, 2126 Katholiken, 87 sonstige Christen, 76 Juden |

| Jahr | Einwohner | Anmerkungen |
| ---- | --------- | ----------- |
| 1947 | 6100      | [ 23 ]      |
| 1960 | 25.100    | [ 23 ]      |
| 1970 | 28.400    | [ 23 ]      |
| 1980 | 35.349    | [ 24 ]      |
| 1990 | 40.048    | [ 25 ]      |
| 1995 | 40.737    | [ 26 ]      |
| 2000 | 39.773    | [ 26 ]      |
| 2005 | 39.051    | [ 26 ]      |
| 2010 | 39.383    | [ 26 ]      |
| 2015 | 38.287    | [ 26 ]      |
| 2020 | 37.052    | [ 26 ]      |

## Wappen

Flagge der Stadt

Beschreibung: Auf dem gevierten Wappen ein blaues Schildlein mit der goldenen Majuskel W. Im silbernen ersten Feld ein nach linksstehender roter Hirsch und gegenüber in Schwarz ein silberner Hund mit goldenem Halsband. Im goldenen Feld hinten oben eine fünfendige rote Hirschstange mit Grind. Unten rechts in Rot ein schräg rechts gelegter silberner Pfeil von zwei sechszackigen silbernen Sternen begleitet.
Das Wappen erklärt sich aus:
- Hirsch – das Wappentier der Herrscherfamilie von Pak 13. Jahrhundert
- Hirschstange – Wappenzeichen der Familie von Bieberstein
- Pfeil mit zwei Sternen – Wappen der Familie von Promnitz
- Hund/Rüde – promnitzscher Rüde
- W als Großbuchstabe – das Zeichen von Wenzel, dem böhmischen König als Oberherrschaft über die Lausitz

## Wirtschaft und Verkehr

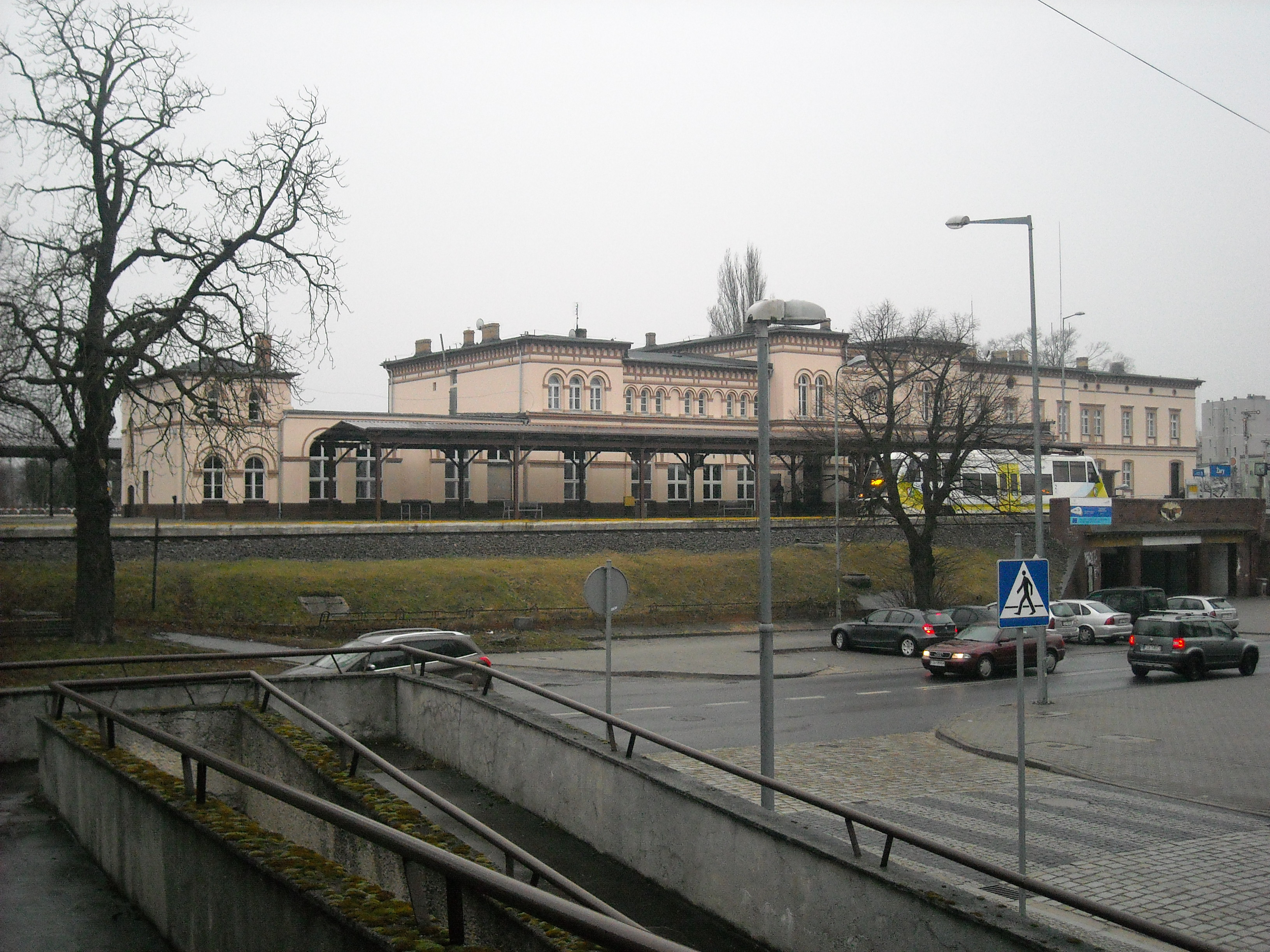
Hauptbahnhof Żary

Żary gilt als das größte Wirtschafts- und Kulturzentrum im südwestlichen Teil der Woiwodschaft Lebus (Lubuskie). Das größte Unternehmen der Region ist die Firma Kronopol (Teil der Swiss Krono Group), die hier MDF-Platten, OSB-Platten und Laminatböden produziert. Ansonsten ist die Wirtschaft der Stadt überwiegend von kleinen und mittelständischen Betrieben geprägt. Vor allem im Norden und Westen der Stadt gibt es größere Industrie- und Gewerbegebiete. Vorherrschend sind hier die Glas-, Automobilzuliefer-, Baustoff-, Elektro- und die Metallindustrie, zum Teil in Betrieben mit ausländischem Kapital. Auch das Baugewerbe, der Einzelhandel und Speditionsbetriebe haben einen bedeutenden Anteil an der städtischen Wirtschaft. In der Vergangenheit war außerdem das Militär ein wichtiger Arbeitgeber der Stadt. 2001 wurde die Garnison am Standort Żary aufgelöst.

### Arbeitsmarkt
Zum Jahresende 2020 lag die Arbeitslosenquote in Żary bei 4,4 %. Das durchschnittliche Bruttogehalt lag zur gleichen Zeit bei 5.047,09 Złoty.

### Infrastruktur
Nahe der Stadt bzw. durch das Stadtgebiet hindurch verlaufen die Landesstraßen DK 12 und DK 27 sowie die Autobahn A18, die die Stadt mit der deutsch-polnischen Grenze (Bundesautobahn 15 in Richtung Cottbus und Berlin) sowie der Autobahn A4 (nach Legnica (Liegnitz), Breslau und weiter nach Südpolen) verbindet.
Unweit des Stadtzentrums befindet sich der Bahnhof Żary, von dem aus Verbindungen nach Zielona Góra, wie auch in umliegende Kreisstädte und Gemeinden existieren. Darüber hinaus besteht grenzüberschreitender Verkehr nach Forst (Lausitz) und Görlitz. Ein weiterer Bahnhaltepunkt befindet sich in Żary Kunice.
Der nächstgelegene Flughafen ist der rund 80 Kilometer entfernte Regionalflughafen Zielona Góra-Babimost. Die nächsten internationalen Flughäfen befinden sich jeweils rund 150 bis 170 Kilometer entfernt in Dresden, Wrocław und Berlin.

### Sorauer Porzellanfabrik

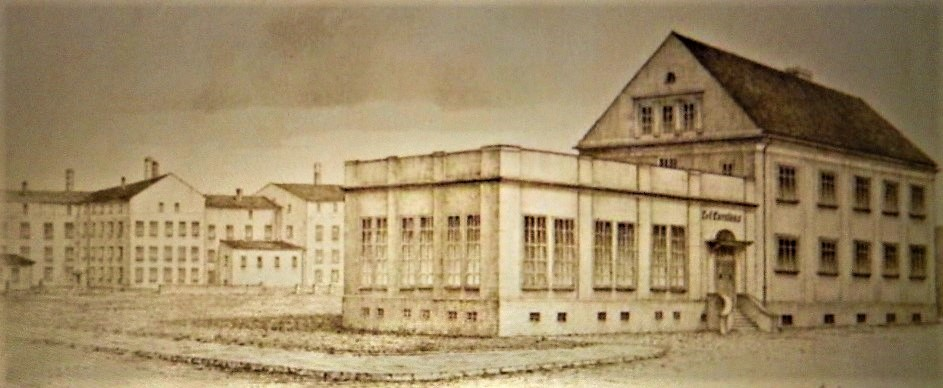
Porzellanfabrik Sorau, C. & E. Carstens um 1930

Von 1888 bis 1945 gab es die Kaffeeservice und Tischgeschirr produzierende Porzellanfabrik Sorau. Das handbemalte Geschirr, meist mit Goldrand versehen, wurde nach Europa und Übersee exportiert. Der Elmshorner Kaufmann Christian Carstens erwarb die Porzellanfabrik 1919 und führte sie zum Höhepunkt ihrer Produktionszahlen mit der Fabrikmarke „Sorau Carstens Porzellan“ mit einer Krone und einem Lorbeerkranz. Noch in den 1950er Jahren galten die Sorauer Muster und Dekore als modern und wurden in der DDR von den VEB in Reichenbach und Blankenhain produziert.

### Sorauer Heide/Forstgeschichte

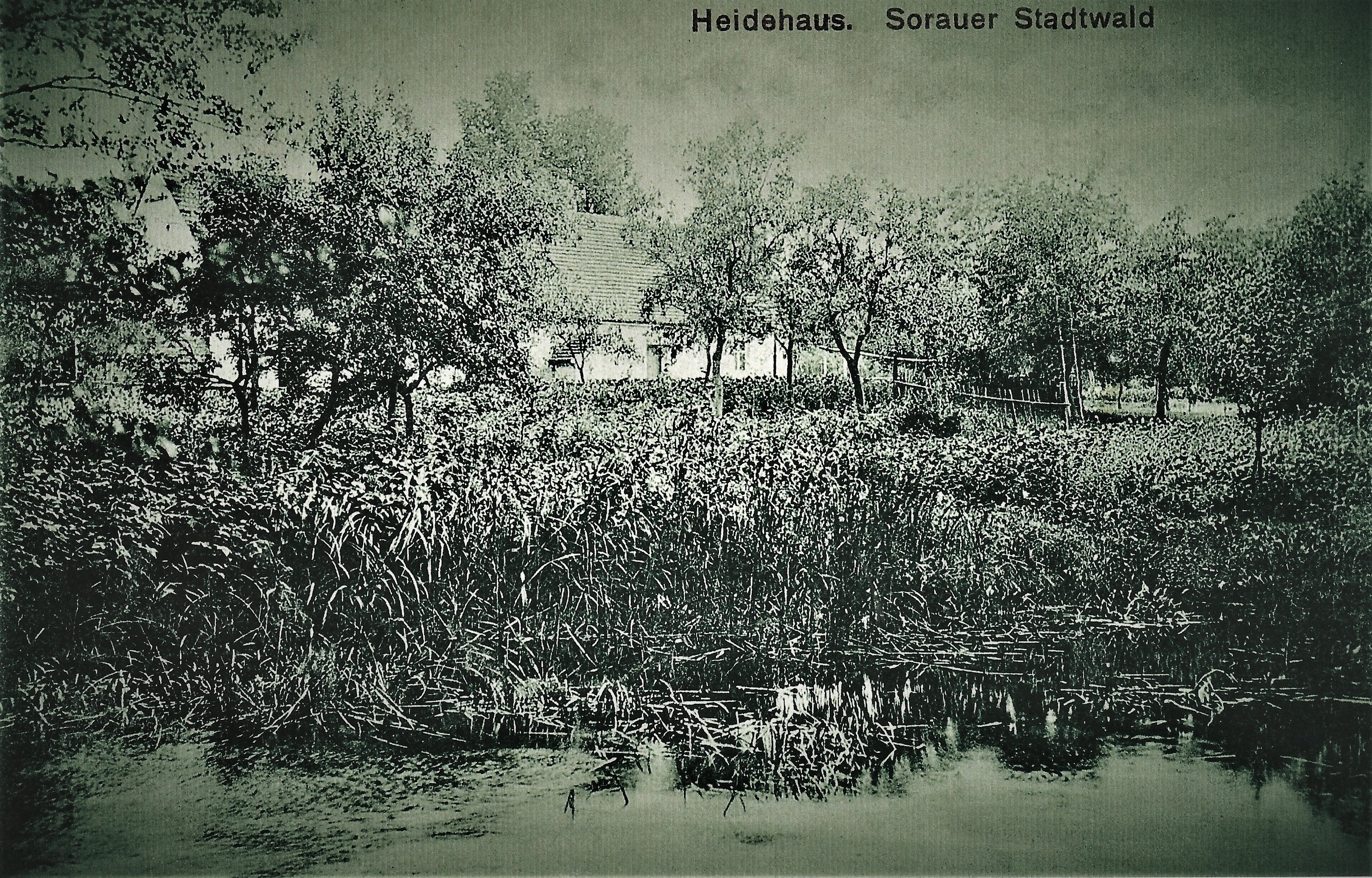
Stadtförsterei, Heidehaus mit Fischereiteichen um 1900

Südwestlich von Sorau erstreckt sich die Sorauer Heide. Die Hege und Jagd wurde bis 1945 vom Magistrat der Stadt betrieben. Eigens dazu wurde vom Bürgerplatz mit der Gedächtniseiche eine Waldallee zur Försterei Heidehaus angelegt. Der Forstverwaltung war die Fischereiverwaltung angegliedert. Die Stadt verpachtete ein 5,37 km² großes Jagdrevier und acht Teiche (22.500 m²). Eine Besonderheit war, dass der Stadtrevierförster und Forstaufseher Hermann Gerner von 1925 bis 1945 auch Fischer auf sieben hintereinander liegenden Karpfenteichen und dem Pferdeteich war. Auf dem Heidehausgelände war neben dem Wild- auch der Zuchtfischverkauf aus einem Fischhelder gebräuchlich. Ein Sorauer Novum waren die Pirschbegleitung des Jägers H. Gerner durch einen zahmen Dachs, neben einem Jagdhund. Heute (2015) liegen auch die großen Fischteiche Nymphenteich, die Kleine und Große Breite und der Moselteich brach und werden nur noch vom Schoberbach durchflossen, der einst auch die Sorauer Badeanstalt am Schoberteich, mit dem Gaststättenbetrieb „Hermanns Bleiche“, speiste.

### Sorauer Fischteiche

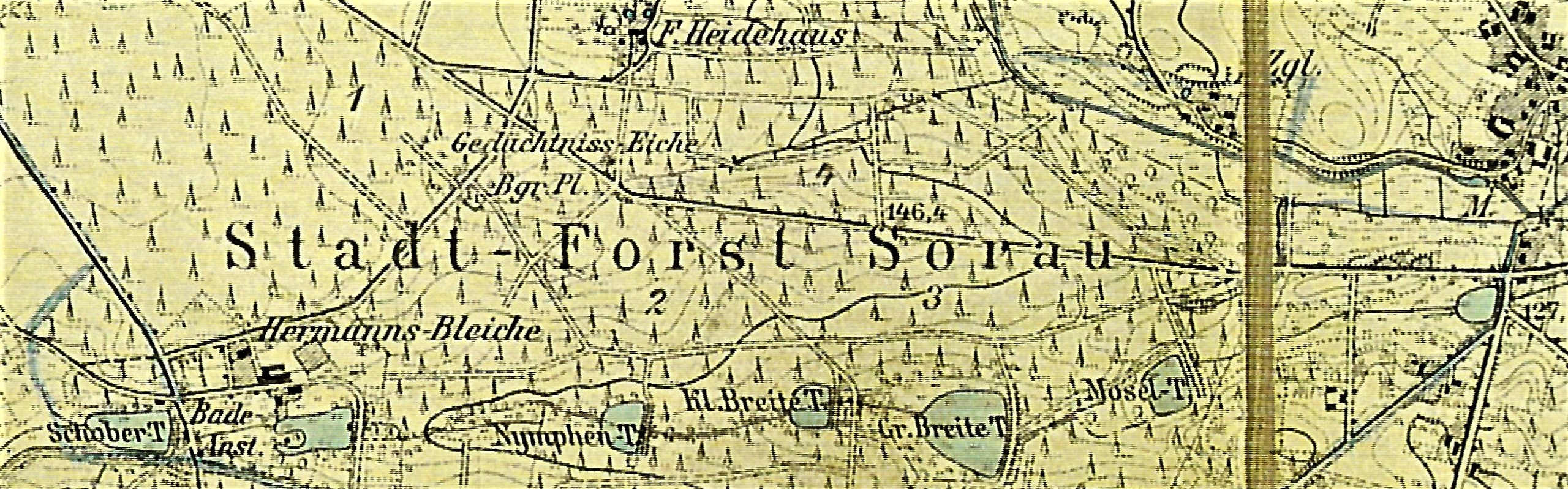
Sieben Teiche der Sorauer Stadt-Forst um 1900, oben die Försterei, das Heidehaus

Die sieben Fischteiche im Schoberbachtal wurden zur Nutzung verpachtet. Der Schoberbach durchfließt von West nach Ost zuerst den Schoberteich. Alle Teiche konnten mit Wehren reguliert werden. Der Wasserstand des Schoberteiches sorgte für einen ausreichenden Pegelstand in der Badeanstalt, an der Ausflugsgaststätte Hermanns-Bleiche. Der nächstfolgende der Nymphenteich ist der dritte der Fischzuchtteiche, es schließen sich die Kleine u. Große Breite und der Moselteich an. Links und rechts der Teiche ziehen sich Wald- und Spazierwege bis zum siebenten, dem Marsdorfer Teich, der das Wasser für die nächstgelegene ehemalige Obere Wassermühle regulieren konnte. Hinter Marsdorf fließt die Sore linksseitig in den Schoberbach. Der Fischbesatz der Teiche lag bei 17.350 Karpfen, 7500 Schleien und 15 Zuchtkarpfen.

## Städtepartnerschaften
Während der Zeit der Volksrepublik Polen, besonders nach dem visafreien Verkehr mit der DDR, unterhielten vor allem Betriebe der Niederlausitz – speziell der Textilbereiche – Beziehungen miteinander. Es wurden Ferienlager für Kinder und Erwachsene ausgetauscht, zu Kulturaufführungen eingeladen und Erfahrungsaustausch auf allen Gebieten organisiert. Bei Freundschaftstreffen wurde wiederholt von polnischer Seite gewürdigt, dass die DDR als erstes deutschsprachiges Land die neue Westgrenze Polens völkerrechtlich anerkannt hatte.
Żary unterhält seit der Wendezeit eine freundschaftliche Beziehung zur seinerzeit etwa gleich großen deutschen Stadt Weißwasser/Oberlausitz. Im Juni 1997 besiegelten die beiden etwa 45 Kilometer entfernten Städte diese Freundschaft mit einer Partnerschaftsvereinbarung. Nach Wiedereinführung der Landkreise in Polen wurde diese Partnerschaft auf die Kreisebene ausgedehnt. Mit dem Beitritt zur Euroregion Spree-Neiße-Bober haben sich im deutsch-polnischen Grenzgebiet zudem freundschaftliche Beziehungen zu den brandenburgischen Mittelstädten Forst (Lausitz) und Spremberg herausgebildet.
Im Jahr 2004 schloss die Stadt eine Partnerschaftsvereinbarung mit der französischen Stadt Longuyon. Seit 2009 besteht außerdem eine Städtepartnerschaft mit der ungarischen Stadt Gárdony.

## Persönlichkeiten

### Töchter und Söhne der Stadt

#### Bis 1800
- Basilius Faber (um 1520–1576), Pädagoge
- Michael Neander (1525–1595), Pädagoge
- Georg von Schoenaich (1557–1619), bedeutender Humanist und Förderer der Reformation, stammt aus der Nähe von Sorau
- Bartholomäus Jacobi (1559–1631), Prätor und mehrmaliger Bürgermeister der Stadt Görlitz
- Heinrich Anselm von Promnitz (1564–1622), Landvogt der Niederlausitz
- Christoph Schultze (1606–1683), Kantor und Komponist
- Eugenio Casparini (1623–1706), Orgelbauer
- Johann Gebhard Rabener (1632–1701), Kurfürstlich-Brandenburgischer Hof- und Justizrat
- Ulrich Hipparchos von Promnitz (1636–1695), Herr zur Forst und Pförten, Freiherr der Standesherrschaft Pless auf Sorau, Triebel und Naumburg
- Samuel Ledel (1644–1717), Mediziner
- Sigismund Ledel (1654–1705), Jurist
- Gottlieb Prosius (1656–1707), Stadtphysikus und ranghöchster Arzt in Lauban[33]
- Balthasar Erdmann von Promnitz (1659–1703), Freiherr zu Pless
- Demut Eleonora Schultz, geb. Printz (* um 1664; † nach 1715), Dichterin und Tochter von Wolfgang Caspar Printz
- Balthasar Heinrich Heinze (1665–1744), evangelischer Theologe
- Johann Benedikt Hoffmann der Ältere (1667/68–1745), Maler
- Christian Friedrich Richter (1676–1711), evangelischer Pfarrer, Kirchenlieddichter und Arzt
- Erdmann II. von Promnitz (1683–1745), Geheimer Rat und Kabinettsminister
- Georg Sigismund Caspari (1693–1741), Orgelbauer
- Georg Gottfried Petri (1715–1795), Kantor und Komponist
- Johann Erdmann von Promnitz (1719–1785), Standesherr zu Pleß, Herr von Sorau, Triebel, Naumburg am Bober und Drehna sowie auf Vetschau
- Agnes Sophie Reuß zu Ebersdorf, geb. Gräfin von Promnitz (1720–1791), Besitzerin zahlreicher Güter in der Ober- und Niederlausitz
- Johanna Elisabeth Weydmüller (1725–1807), Malerin
- Johann Samuel Petri (1738–1808), Komponist, Pädagoge und Organist
- Friedrich von Wendt (1738–1818), Mediziner, Präsident der Deutschen Akademie der Naturforscher Leopoldina
- Karl Theodor Gutjahr (1773–1809), Jurist, Schriftsteller und Hochschullehrer
- Hans Carl Erdmann von Manteuffel (1773–1844), preußischer Oberlandesgerichtspräsident
- Friedrich August Mücke (1788 – n. 1870), protestantischer Pastor und Schriftsteller
- Ernst von Frühbuss (1794–1864), preußischer Offizier und Landrat

#### 1801 bis 1900
- Ernst Eduard Kummer (1810–1893), Lehrer in Liegnitz; Mathematikprofessor und Universitätsrektor in Breslau und Berlin
- Woldemar Nürnberger (1818–1869), Schriftsteller und Arzt
- Alfred Schnieber (1821–1886), Arzt und Politiker, Mitglied der Frankfurter Nationalversammlung
- Wilhelm Heinrich Masser (1824–1907), preußischer Diener, Mitarbeiter und Mitwirkender der Fürstenfamilie um Hermann von Pückler-Muskau
- Karl Oskar Meves (1828–1898), Reichsgerichtsrat
- Friedrich Schulz (1830–1898), Schriftsetzer und Gewerkschaftsfunktionär
- Heinrich Steinhausen (1836–1917), Schriftsteller
- Gustav Brodzina (1837–1909), Kommunalbeamter
- Otto Peyer (1839–1899), Diplomat, Kaiserlicher Ministerresident in Caracas, Gesandter in Guatemala
- Maximilian Gritzner (1843–1902), Heraldiker
- Carl Menzel (1844–1923), Industrieller
- Wilhelm Steinhausen (1846–1924), Maler
- Moritz Vogel (1846–1922), Organist, Komponist, Musikpädagoge und Musikkritiker
- Gustav von Oppen (1867–1918), preußischer Oberst im Ersten Weltkrieg
- Gustav Zeitzschel (1868–1951), Opernsänger
- Sylvester Boettrich (1869–1940), im Ersten Weltkrieg Chef der türkischen Feldeisenbahn
- Wanda von Puttkamer (1870–1944), Schriftstellerin
- Martin Stahn (1873–1953), Archivar
- Robert Ardelt (1874–1947), Unternehmer und Wehrwirtschaftsführer
- Friedrich Ernst Gustav Heinze (1874–1949), Orgelbauer
- Heinrich von Schenckendorff (1877–1941), Generalleutnant
- Carl Diesch (1880–1957), Germanist und Bibliotheksdirektor
- Paul Schwanke (1881–1965), Politiker (SPD/SED)
- Hubert Schaller-Kalide (1882–1976), General der Infanterie
- Else Wenz-Viëtor (1882–1973), Illustratorin
- Alfred Helwig (1886–1974), Feinuhrmacher und Fachautor
- Liselotte Dross (1887–1996), Malerin und Illustratorin
- Walther Moede (1888–1958), Arbeitspsychologe und Hochschullehrer
- Hans von Sauberzweig (1889–1978), deutscher evangelischer Theologe
- Hans Stosch-Sarrasani junior (1897–1941), Zirkusdirektor aus der Zirkusfamilie Sarrasani
- Gerhard Schorsch (1900–1992), Neurologe und Psychiater

#### Ab 1901
- Emil Schulz-Sorau (1901–1989), Kunstmaler und Grafiker
- Kurt Friedrich (1902–1943), Jurist
- Claus Back (1904–1969), Schriftsteller
- Erich Ullmann (1909–?), Parlamentsabgeordneter und Parteifunktionär (LDP/LDPD)
- Friedrich Schoenfelder (1916–2011), Schauspieler und Synchronsprecher
- Friedrich Wendig (1921–2005), Jurist und Politiker (FDP)
- Wolfgang Kraak (1923–2015), Ingenieur und Professor für Technische Akustik
- Lothar Rädisch (1927–2005), Badmintonspieler und -trainer
- Jochen Krause (* 20. Januar 1928), Journalist, Autor und Fotograf
- Ulrich Thurm (* 1931), Zoologe und Lehrstuhlinhaber für Neurophysiologie[34]
- Martin Blümcke (* 1935), Journalist und Heimatforscher
- Dieter Fechner (1936–2021), Sachbuchautor
- Peter Beuge (1938–2001), Mineraloge und Hochschullehrer
- Vera Loebner (* 1938), Filmregisseurin, Drehbuchautorin und Schauspielerin
- Ulf Preuss-Lausitz (* 1940), Erziehungswissenschaftler
- Hans-Jürgen Feuß (* 1941), Politiker (SPD)
- Heinz-Jürgen Kluge (* 1941), experimenteller Kernphysiker
- Stephan Mory (1941–2020), Physiker, Unternehmer und Politiker (SPD)
- Peter Neumann (1941–2023), Ingenieur und Hochschullehrer
- Heilwig Jacob (* 1942), Leichtathletin
- Edda Müller (* 1942), Politikwissenschaftlerin, Ministerin für Natur und Umwelt des Landes Schleswig-Holstein
- Jürgen Schramke (1942–2016), Romanist und Germanist
- Reinhild Hoffmann (* 1943), Tänzerin und Choreografin, Pionierin des Tanztheaters
- Janusz Rewiński (1949–2024), Schauspieler, Satiriker und Politiker
- Tadeusz Ślusarski (1950–1998), Leichtathlet
- Bożenna Bukiewicz (* 1952), Politikerin
- Edward Białek (* 1956), Literaturhistoriker und Germanist
- Jolanta Fedak (1960–2020), Politikerin, Ministerin für Arbeits- und Sozialpolitik
- Andrzej Niedzielan (* 1979), Fußball-Nationalspieler
- Iwona Matkowska (* 1982), Ringerin
- Monika Kobylińska (* 1995), Handballspielerin

### Mit der Stadt verbundene Personen
- Seyfried von Promnitz (1534–1597), schlesischer Adeliger
- Joachim Garcaeus (1567–1633), Superintendent in der Stadt
- Wolfgang Caspar Printz (1641–1717), Musikschriftsteller, Komponist und Romanautor
- Johann Georg Böse (1662–1700), lutherischer Theologe
- Erdmann Neumeister (1671–1756), Kirchenliederdichter, Poetiker und Theologe; ab 1706 Oberhofprediger, Konsistorialrat und Superintendent in Sorau
- Johann Samuel Magnus (1678–1707), evangelischer geistlicher Dichter und Historiker
- Georg Philipp Telemann (1681–1767), von 1705 bis 1708 Kapellmeister am Hof
- Benjamin Lindner (1694–1754), gräflicher Archidiakon in Sorau
- Johann Jacob Köpler (v. 1700 – n. 1755), Orgelbauer in Sorau
- Christian Friedrich Brahz (* 1723 in Voigtshagen, Kreis Greifenberg i. Pom.; † 1796 in Kittlitz), Pädagoge und evangelischer Pfarrer, wirkte seit dem 13. September 1748 fünf Jahre lang als Pfarrer in Sorau, bevor er am 27. Oktober 1753 das Pfarramt in Kittlitz übernahm.[35]
- Carl Wendt (1731–1815), Arzt, Regierungsbeamter und Oberpräsident von Kiel
- Joseph Emil Nürnberger (1779–1848), Postmeister in Sorau
- Ferdinand Gotthelf Hand (1786–1851), Klassischer Philologe, vorgebildet in Sorau
- Johann Gottlieb Schneider (1797–1856), Organist und Komponist; von 1817 bis 1825 Stadtorganist in Sorau
- Wilhelm Schrader (1817–1907), von 1853 bis 1856 Gymnasialdirektor in Sorau
- Hermann Franke (1834–1919), Kantor und Komponist; ab 1869 Kantor an der Hauptkirche von Sorau
- Rudolf Bahn (1837–1913), Unternehmer und Mitglied des Deutschen Reichstags
- Carl Adolph (1838–1890), Astronom und Mathematiker; von 1877 bis zu seinem Tode Oberlehrer am Königlichen Gymnasium in Sorau
- Emil Engelmann (1861–1945), Lehrer und Heimatforscher; von 1905 bis 1926 Leiter des Gymnasiums in Sorau
- Margarete Gebhardt (1870 – n. 1940), Autorin heimatkundlicher Schriften und Bühnenautorin; Lehrerin und Konrektorin am Gymnasium in Sorau
- Christian Morgenstern (1871–1914), besuchte 1890/92 das Gymnasium in Sorau und machte hier das Abitur
- Alois Herzog (1872–1956), deutsch-österreichischer Ingenieur für Textiltechnologie; von 1900 bis 1920 Lehrer an der Höheren Fachschule für Textilindustrie in Sorau
- Adolf Jost (1874–1908), österreichischer Psychologe
- Hans Petri (1880–1974), evangelischer Theologe; verlebte Schul- und Jugendjahre  in Sorau
- Martin Stumpf (1886–1974), Politiker (NSDAP); 1928 Ortsgruppenleiter der NSDAP in Sorau und 1929 Bezirksleiter der NSDAP in Sorau-Forst
- Wolfgang Winkler (1902–?), Bürgermeister und Landrat; von 1935 bis 1945 Bürgermeister in Sorau, seither vermisst
- Katarzyna Zychla (* 1971), Schriftstellerin; wohnt seit 1999 in Żary